# 尼泊爾天主教
尼泊爾傳統上是一個印度教國家，其中天主教徒有近七千人。

## 歷史
天主教會1951年進入尼泊爾，但直到1991年，印度教徒皈依天主教的最高刑罰為六年徒刑（尼泊尔法律禁止改变信仰）。教廷在1997年2月12日將之升格為宗座監牧區，2007年2月10日升格為宗座代牧區。當地第一位主教安多尼·夏爾馬蒙席（Anthony Francis Sharma）在2007年5月5日晉牧。

## 現況
目前天主教尼泊爾宗座代牧區有六個堂區、兩個準堂區、38個傳教站和26間學校，分別由13位教區神父和來自五個修會的52名修會神父管理。另外有來自十七個修會的131名修女，分別居住在全國36間會院。

## 社會服務
天主教會當地設辦了多種日間照護中心、學校和文教計劃，同時亦設辦中心幫助貧民和社會低下階層。
尼泊爾明愛成立於1989年，在全國七十五個地區中，透過民間組織或團體，在60個地區開辦項目優先幫助貧窮婦孺。